# StEG I 146–157
Die StEG I 146–157 waren zwölf Engerth-Lokomotiven der Staats-Eisenbahn-Gesellschaft (StEG), einer privaten Eisenbahngesellschaft Österreich-Ungarns.
Diese Lokomotiven wurden von Cockerill in Seraing 1857/58 geliefert.
Sie waren ähnlich den StEG I 133–145, hatten allerdings einen dreiachsigen Stütztender.
Die Fahrzeuge wurden als 146–157 eingereiht und ab 1873 mit den Nummern 45–56 der Kategorie IVg zugerechnet.
Ab 1897 wurden sie als 2001–2005 bezeichnet, aber schon vor der Verstaatlichung der österreichischen Strecken 1909 ausgemustert.